# سرو ابرکوه
سَرْو اَبَرکوه یا سرو زرتشتی یکی از آثار طبیعی ملی ایران است.
این درخت در شهر ابرکوه قرار دارد و از پیرترین جانداران زندهٔ جهان است. محیط تنهٔ این درخت در روی زمین یازده‌ونیم متر است و بلندای آن بین ۲۵ تا ۲۸ متر برآورد شده است.
حمدالله مستوفی در کتاب نزهت القلوب که در سال ۷۴۰ قمری تألیف شد دربارهٔ ابرکوه می‌نویسد: «آنجا سروی است که در جهان شهرتی عظیم دارد. چنانچه سرو کشمیر و بلخ شهرتی داشت و اکنون این از آن‌ها بلندتر و بزرگ‌تر است و درخت سرو در ایران‌زمین مثل آن نیست.»
دانشمند روس الکساندروف، عمر این سرو را بیش از ۶۰۰۰ سال و محققان ژاپنی سن آن را بیش از ۸۰۰۰ سال می‌دانند. برخی روایات تاریخی، کاشتن آن را به زرتشت و برخی نیز به یافث (پسر نوح) نسبت می‌دهند.
سرو باشکوه ابرکوه از گونه سرو شیراز و از سروهای مدیترانه این درخت با نام علمی cuppresus" sempervirens» با ارتفاع ۲۵ متر می‌باشد. قطر تنه آن ۴/۵ متر بوده و بسیاری از دانشمندان و کارشناسان داخلی و خارجی از این درخت به‌عنوان یکی از کهنسال‌ترین درختان جهان یاد می‌کنند. الکساندر روف (دانشمند) عمر درخت را ۴۰۰۰ تا ۴۵۰۰ سال برآورد کرده بود ولی پس از آن دانشمندان بازدیدکننده روسی از ژاپن و روسیه عمر درخت را تا ۷ هزار سال برآورد کرده‌اند. این درخت دارای ارزش علمی، قدمت و زیبایی چشمگیری است و نیز به‌عنوان میراث طبیعی ایران پس از قله دماوند به ثبت رسیده است و هرساله بازدیدکنندگان فراوانی از داخل و خارج کشور را به خود جذب می‌نماید. با توجه به ارزش‌های قابل توجه درخت و به منظور صیانت از این گنجینه ژنی ارزشمند، برابر با مصوبه مورخ ۱۳۸۲/۱۲/۲۷ شورای‌عالی حفاظت محیط زیست، سرو ابرکوه به‌عنوان اثر طبیعی ملی در زمره مناطق چهارگانه محیط زیست قرار گرفت. تا پیش از این مصوبه حفاظت و مدیریت سرو به عهده شهرداری ابرکوه بود و پس از آن مدیریت آن بر عهده اداره محیط زیست قرار گرفت.

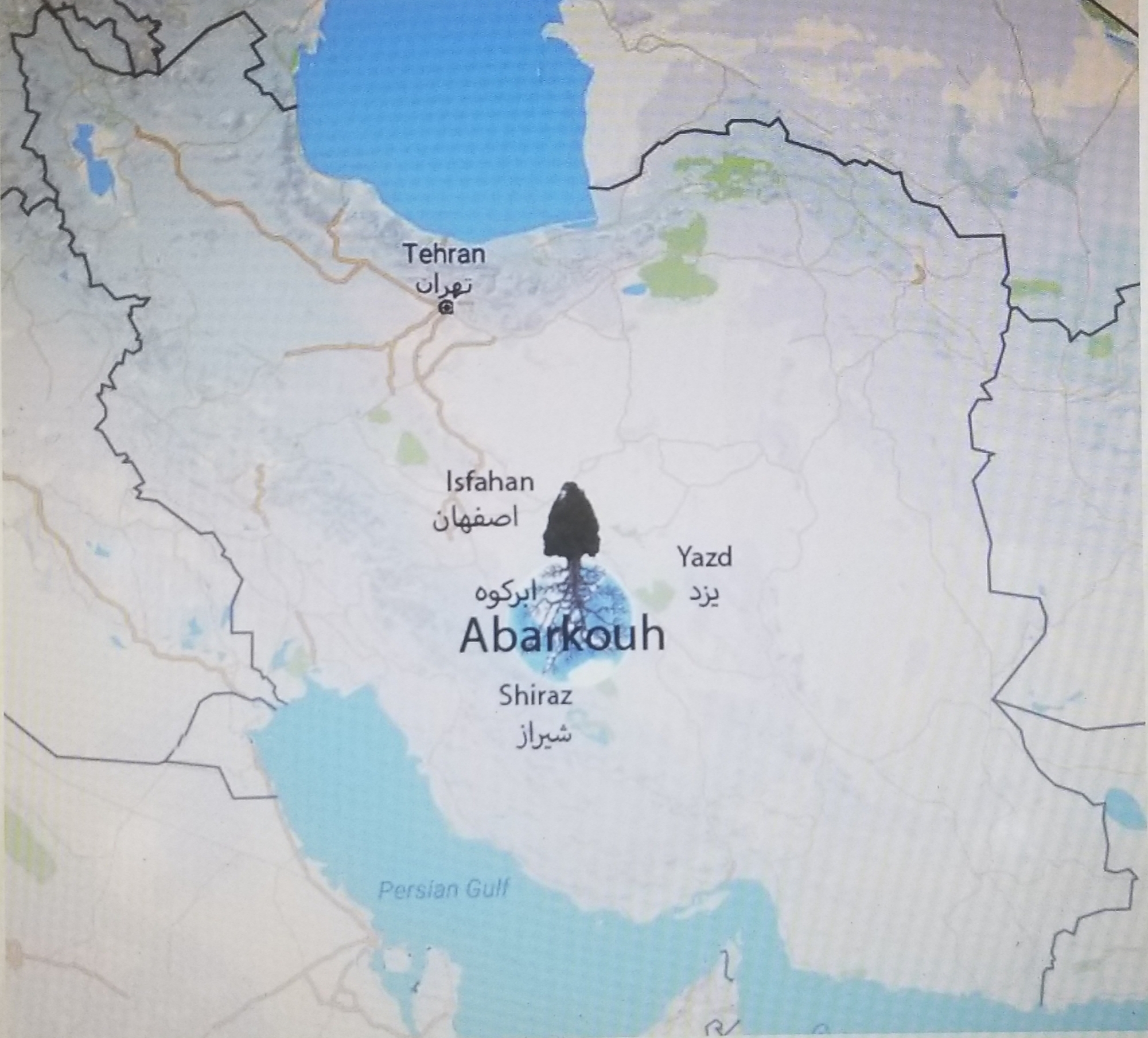
سرو ابرکوه در مسیر جاده ابریشم قرار گرفته است.

## اثر و نماد ملی
نماد سرو به عنوان یکی از نمادهای مهم در ایران باستان شناخته می‌شود. در نگاره‌ها و آثار باستانی مانند حجاری‌های دوره هخامنشی در تخت جمشید، نماد درخت و به‌طور خاص، سرو آورده شده است. در فرهنگ ایرانیان قدیم آمده است:» سرو به دلیل آن که درختی همیشه سبز است، همواره در ایران اهمیت خاصی داشته است و سرو ابرقو که نام دیگر سرو ابرکوه است نیز که آن را سرو زرتشت می‌نامند، نمادی از همین امر به‌شمار می‌رود. «در پارچه‌بافی‌های ایران گونه‌ای گیاه، درخت و در واقع همان سرو خمیده که بعدها در فرهنگ ایرانی بته‌جقه نامیده شد، دیده می‌شود. مینیاتور بهترین مجال برای شناسایی این درخت کهنسال است که به شکلی منحصر به فرد در آثار هنرمندان این مرز و بوم جلوه کرده است. سرو ابرقو، این نگین سبز کویر ایرانیان در تمامی جهان به عنوان نمادی از زندگی و زیبایی معرفی شده است. این درخت کهنسال که تاریخ بشر به آن مباهات می‌کند، از پیش از اسلام به یادگار برجای مانده و با سن زیادی که دارد با شادابی خوبی در حاشیه شهر ابرکوه استقرار یافته است.

## اقدامات لازم برای نگهداری از سرو ابرکوه
سرو زیبای ابرکوه باید توسط ما ایرانیان به نسل‌های آینده نیز معرفی گردد و نسل به نسل منتقل شود. به منظور جلوگیری از بروز هرگونه خسارت به درخت کهنسال و حفظ آن به عنوان میراث ماندگار جهت ارائه به نسل‌های بعد مطالعات تفصیلی - اجرایی نحوه نگهداری از اثر طبیعی ملی سرو ابرکوه جهت ساماندهی و مدیریت سرو تهیه و تصویب گردیده است. در این طرح تلاش شد تا تمامی ملاحظات حفاظتی، گردشگری و خدمات شهری در کنار هم دیده شود و با ایجاد هماهنگی و مدیریت همه‌جانبه و با دوام نیز ضمن حفظ سلامتی درخت تا حد ممکن در زمینه بهره‌برداری از دیدگاه گردشگری پایدار فراهم گردد.
درختان دیرزیست در دوران طولانی زندگی خود ممکن است با موانع اکولوژیک و تنش‌های نامساعد محیطی روبرو شوند که برای حفظ آنها می‌بایست از نظر متخصصان و کارشناسان بهره جست. بدین منظور کمیته استانی ساماندهی سرو ابرکوه با مسئولیت محیط زیست و همکاری رابطان این کمیته در دفتر فنی استانداری، سازمان جهاد کشاورزی، دانشکده منابع طبیعی دانشگاه یزد، مرکز تحقیقات کشاورزی و منابع طبیعی استان، اداره حفظ نباتات جهاد کشاورزی، اداره کل منابع طبیعی، سازمان میراث فرهنگی، صنایع دستی و گردشگری، شهرداری و فرمانداری ابرکوه تشکیل گردید تا در جلسات مستمر آن با همفکری کارشناسان مجرب از ارگان‌های یادشده، راهکارهای حفاظت و ساماندهی سرو ابرکوه را به نحوی اجرایی کند که مبتنی بر دیدگاه‌های حفاظتی بوده و تضمین‌کننده بقا و دوام این گونه باشد.
از مهم‌ترین اقدامات انجام‌شده توسط این اداره کل با همکاری برخی از ارگانها نظیر شهرداری و فرمانداری ابرکوه و استانداری یزد می‌توان به موارد ذیل اشاره نمود:
- حصارکشی و ساماندهی فضای پیرامون اثر طبیعی ملی سرو ابرکوه
- به‌کارگیری روش‌های مبارزه بیولوژیک به منظور دفع و جلوگیری از آسیب آفات به درخت
- پیگیری از متخصصین ذیربط در کشور و خارج از کشور به منظور ترمیم تنه درخت
- نصب صاعقه‌گیر[۵]

## سرو ابرکوه در سفرنامه‌ها
سرو ابرکوه و دیگر سروهای کهن ایران، در کتب و سفرنامه‌ها مختلف عنوان شده‌اند و جالب این است که در مجموع مطالب و اطلاعات در مورد این سرو کهنسال در منابع غیرفارسی بیشتر از منابع فارسی وجود دارد.
مارکوپولو در خاطرات سفرش به ایران می‌نویسد: یکی از چند سروی که در ایران دیده‌ام، سرو خوش‌بالای ابرکوه است که همچون آبشاری سبز از آسمان بر روی زمین تفدیده ابرکوه فرو می‌آید و از هر طرف که وارد ابرکوه شوی، سرو کهنسال و پرطراوت مانند چراغ دریایی سبزی مارا به بندر دریای کویر و خورشید تابان فرا می‌خواند.
حمدالله مستوفی «هم در کتاب» نزهت القلوب «که در سال ۷۴۰هجری قمری تألیف شده است، دربارهٔ این سرو آورده است:» آنجا سروی است که در جهان شهرتی عظیم دارد. چنانچه سرو کشمیر و بلخ شهرتی داشته و اکنون این، از آنها بلندتر و بزرگ‌تر است. «
باورها و اعتقادات مردم دربارهٔ تاریخ و قدمت»
سرو ابرکوه «افسانه‌ها و داستان‌هایی نقل می‌شود که اغلب سند و مرجع علمی مقبولی ندارند ولی برخی از شواهد تاریخی را می‌توان در نوشته‌های پراکنده جستجو کرد. برخی از برآوردهای علمی هستند اما اکثر افسانه‌ها به واقعیت نزدیک نیست. کاشت توسط پسر نوح- برخی مورخان معتقدند نهال این درخت را» یافت «،» پسر نوح نبی «پس از توفان معروف، در محل کنونی غرس نموده است. یا در کتاب عهد عتیق به عنوان یکی از پسران نوح نامیده شده است. در میان مردم او به عنوان جوان‌ترین پسر نوح معروف گشته ولی برخی متون او را پسر ارشد نوح می‌دانند. او و همسرش از جمله کسانی بودند که سوار کشتی نوح شدند و نجات یافتند. کاشت توسط اصحاب رس- مردم ابرکوه می‌گویند» سرو ابرکوه «یکی از آن دوازده درختی است که» اصحاب رس «می‌پرستیدند.» اصحاب رس «قومی درخت‌پرست بودند و به دعوت پیامبرشان اعتنایی نکردند تا عذاب الهی شامل بادهای سرخ و شعله‌ور زمین زیر پایشان دامنشان را گرفت.
کاشت توسط زرتشت پیامبر- در اسطوره‌های ایرانی» سرو ابرکوه «را با عنوان» درخت زرتشت «یاد کرده‌اند و کاشت این سرو را به» زرتشت «نسبت می‌دهند و معتقدند که زرتشت، وقتی در اسفندماه به ابرکوه رسید، بذر سرو را در این دشت کاشت و به مردم این شهر نوید داد که درختی ماندگار در شهرشان خواهند داشت که تاریخ پادشاهان را از سر می‌گذراند. در کتب چنین آمده است:» زرتشت، چون موسم اسپند به ابرکوه رسید، با دست خود بذر سرو بر این دشت فشاند و بر مردمان نوید داد که درختی در آن میان بماند تا ببیند درفش فرزندش بهرام، پادشاه صبح دم رستاخیز را. «

## آسیب‌ها

### تخریب درخت توسط مردم
با وجود حصارکشی و حضور نگهبان در اطراف درخت، باز هم عده‌ای از مردم از غفلت نگهبان و بازبودن حصار سوءاستفاده کرده و اقدامات تخریبی، همچون یادگاری‌نویسی، بالارفتن از این درخت کهنسال که از قدیمی‌ترین جانداران زنده ایران و جهان و آسیا است را، صورت می‌دهند.